# 升華拜克
浙江升華拜克生物股份有限公司，簡稱浙江升華拜克生物股份、浙江升華拜克，以及升華拜克生物股份（英語：Zhejiang Shenghua Biok Biology Co.,Ltd.，上交所：600226），於1999年由升華集團控股有限公司和多名相關企業組成一家公司。
而股份則在1999年11月16日於上海證券交易所上市。而董事長為張文駿。
而業務在國內經營农药、兽药生產及銷售，而總部位於浙江德清钟管工业园。

## 連結
- BIOK.com（页面存档备份，存于）